# Kaźmierz Wielkopolski
Kaźmierz Wielkopolski – nieczynna stacja kolejowa w Kaźmierzu, w województwie wielkopolskim, w Polsce. Znajdują się tu 2 perony. Została zbudowana w 1888. 1 czerwca 2002 została zamknięta dla ruchu towarowego; 1 stycznia 2006 została usunięta z ewidencji polskich linii kolejowych.
Stacja była planem filmowym w serialu Pogranicze w ogniu, jako sceneria stacji Posen-Gerber. Sceny nagrywane na stacji można zobaczyć w drugim odcinku serialu.